# Tiny Fisscher
Tiny Fisscher (Castricum, 11 juni 1958) is een Nederlandse schrijfster. Daarnaast is ze ook leespromotor op basisscholen, onder andere via De Schrijverscentrale.
In 1999 verscheen haar eerste kinderboek En dan was ik de prinses. Intussen heeft ze meer dan zestig boeken op haar naam staan. Naast kinderboeken en jeugdromans schreef de auteur ook een aantal non-fictieboeken voor jongeren en volwassenen. In 2016 brak ze bij het grote publiek door met haar bewerking van de beroemde klassieker Alleen op de wereld, van Hector Malot. Het boek werd geïllustreerd door Gouden Penseelwinnares Charlotte Dematons, was een van de vier genomineerden van het DWDD-boekenpanel en won de Librisprijs mooiste boekomslag 2016. In 2018 verscheen het boek in een Duitse uitgave.
In 2018 verscheen haar romanversie van Romeo en Julia, bij Blossom Books, met illustraties van Sophie Pluim. De reeks klassiekers heeft zich sindsdien flink uitgebreid. 
In 2022 won ze met het prentenboek Het geluk van Schildpad een Zilveren Griffel. In 2024 won Alles wat ik zou kunnen zeggen de publieksprijs voor het beste filosofische kinderboek.